# 田甄
田甄，又作田禋，是西晋末年乞活軍领袖。
西晋末年，并州饥荒，多遭胡族的抢掠，各郡县不能能够自卫。并州属部将田甄、田甄弟田兰、任祉、祁济、李恽、薄盛等人以及吏民一万多人，都随东燕王司馬騰到冀州邺城找饭吃，称为乞活，剩下的不足两万户。汲桑、石勒在乐陵攻幽州刺史石鲜，石鲜战死。田甄弟帅众五万救石鲜，被石勒击败。晋怀帝永嘉元年五月，汲桑杀司马腾，而据河北。十二月初二，田甄、田兰、薄盛等人起兵，为司马腾报仇，在乐陵杀了汲桑。把成都王司马颖的棺材丢到故井里。司马越不满魏郡以东、平原郡以南都归属汲桑，任命田甄为汲郡太守，田兰鉅鹿郡太守。田甄求为魏郡太守，司马越不许，田甄大怒。司马越召田甄等六率，田甄不受命，司马越派遣监军刘望讨田甄。刘望渡河，田甄退。李恽、薄盛斩杀田兰，率众归降，田甄、任祉、祁济弃军奔上党郡。